# Róma, nyílt város
A Róma, nyílt város (eredeti cím: Roma città aperta) Roberto Rossellini olasz rendező 1945-ben bemutatott filmje, a neorealizmus kiemelkedő alkotása.

## Cselekmény
|  | Alább a cselekmény részletei következnek! |

A film 1944-ben játszódik a németek által megszállt Rómában. Manfredi, a német titkosrendőrség, a Gestapo elől menekülő kommunista mérnök szeretője nővérénél, Pinánál keres menedéket. Az asszony don Pietrótól, a paptól kér segítséget, aki már bújtat egy osztrák katonaszökevényt. Pina másnap tartaná az esküvőjét, de a németek elfogják a vőlegényét, Francescót, őt magát pedig agyonlövik az utcán. Marina, Pina narkomán húga feladja a németeknek szeretőjét. Manfredit, a Nemzeti Felszabadítási Front egyik vezetőjét, az őt bújtató don Pietrót és a katonaszökevényt elhurcolja a Gestapo. A dezertőr öngyilkos lesz, a mérnök belehal a kínvallatásba, a papot pedig agyonlövik.
|  | Itt a vége a cselekmény részletezésének! |

## Szereposztás
| Szereplő              | Színész                |
| --------------------- | ---------------------- |
| Don Pietro Pellegrini | Aldo Fabrizi           |
| Pina                  | Anna Magnani           |
| Giorgio Manfredi      | Marcello Pagliero      |
| Piccolo Marcello      | Vito Annichiarico      |
| Agostino              | Nando Bruno            |
| Bergmann őrnagy       | Harry Feist            |
| Ingrid                | Giovanna Galletti      |
| Francesco             | Francesco Grandjacquet |
| Osztrák dezertőr      | Tolnay Ákos            |

## Stílusjegyek

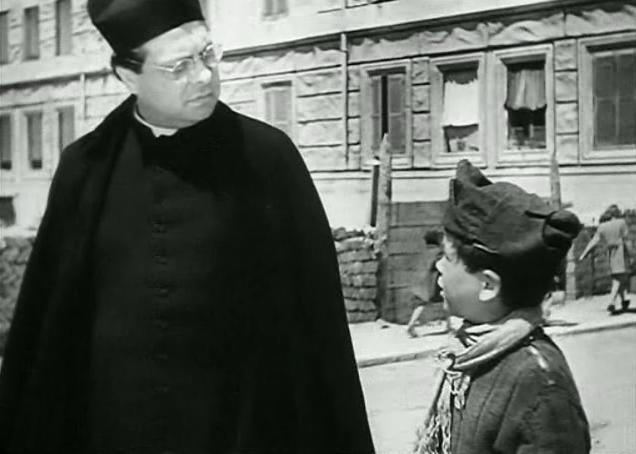

A Róma, nyílt város a neorealista irányzat egyik emblematikus alkotása, amely világhírűvé tette a stílust. Roberto Rossellini így fogalmazta meg az irányzatot és a Róma, nyílt várost egyaránt jellemző humanizmust: „Az én neorealizmusom nem más, mint morális állásfoglalás, amit talán az alábbi szavakkal lehetne a legpontosabban kifejezni: felebaráti szeretet.”
Ez a felebaráti szeretet nyilvánul meg a film mondanivalójában: az antifasiszta ellenállásban sem a politikai és világnézeti hovatartozás (Manfredi kommunizmusa, illetve don Pietro katolicizmusa), sem a nemzetiség (osztrák dezertőr), sem a társadalmi helyzet (Pina szegénysége) nem számít. A szereplőket tehát nem az ideológia, a kor vagy a nem köti össze, hanem a modern barbarizmus elutasítása. A Róma, nyílt város az emberek szenvedését és igazuk melletti kiállását mutatja be azzal az életigenlő hittel, hogy az egyént esetleg megsemmisítő erkölcsi alapú döntések a társadalom javára válnak.
A neorealista irányzat többi fontos, elsősorban filmkészítési stíluseleme is megjelent a Róma, nyílt városban. A filmet a valóság minél teljesebb megragadása érdekében nem műtermekben, hanem külvárosi utcákon, lakásokban forgatták, szereplői nem a kor nagy sztárjai, hanem kezdő vagy amatőr színészek voltak. Egyedül a mártír papot megszemélyesítő Aldo Fabrizi és a Pinát alakító Anna Magnani számított ismert színésznek. Mindezeknek köszönhetően a Róma nyílt város dokumentarista hűséggel idézi fel a német megszállást. A film forgatása nehéz anyagi körülmények és kiszámíthatatlan viszonyok között folyt.
Carlo Lizzani olasz filmtörténész így fogalmazta meg a Róma nyílt város sikerét: a film „ereje abban rejlik, hogy az emberi érzelmek sokféleségét magasabb rendű egységbe ötvözte. A film frissessége, spontaneitása, újszerűsége abból a világos állásfoglalásból adódott, amely Rossellinit és munkatársait (...) arra készteti, hogy azonosuljanak azzal, amit azokban a hónapokban milliónyi olasz együttesen élt át”.

## Érdekességek
- Az osztrák katonaszökevényt Tolnay Ákos magyar író, újságíró játszotta. Filmbeli szerepét korábban a valóságban is "alakította", hiszen az olasz ellenállás résztvevőjeként börtönbe került a megszállás idején.[4]
- Pina szerepére először Clara Calamait választotta a rendező, aki Luchino Visconti Megszállottság (1943) című filmjében játszott főszerepet.[5]
- A valósághűség érdekében német hadifoglyok is szerepet kaptak a filmben statisztaként.[5]

## Fogadtatás
Roberto Rossellini még a német megszállás alatt kezdte írni a forgatókönyvet Sergio Amideivel Morosini atyáról, akit a németek meggyilkoltak. Először csak dokumentumfilmet terveztek, de a könyv készítésében részt vevő Federico Fellini hatására a játékfilm mellett döntöttek.
A Róma, nyílt várost ugyan az olasz kritika elutasította, de Itáliában és világszerte is nagy sikert aratott. Olaszországban 1945-1946-ban erre az alkotásra adták el a legtöbb mozijegyet. A világsikert jól mutatja, hogy Rossellini alkotása 1946-ban megkapta Cannes-ban a Nemzetközi Filmfesztivál Nagydíját.

## Díjak, jelölések
- Oscar-díj (1947)
  - jelölés: Sergio Amidei, Federico Fellini (legjobb eredeti forgatókönyv)
- Cannes-i nemzetközi filmfesztivál (1946)
  - díj: Roberto Rossellini (Nemzetközi Filmfesztivál Nagydíja)
- Ezüst Szalag díj (1946)
  - díj: Roberto Rossellini (legjobb film)
  - díj: Anna Magnani (legjobb női mellékszereplő)
- National Board of Review (1946)
  - díj: Anna Magnani (legjobb színésznő)
  - díj: legjobb külföldi film
- New York-i Filmkritikusok Egyesülete (1946)
  - díj: legjobb idegen nyelvű film